# Brabants Plateau
Het Brabants Plateau is een plateau in de Belgische provincie Waals-Brabant. Het plateau ligt op een hoogte van tussen de 50 en 200 meter boven de zeespiegel.
Verder naar het oosten ligt het Haspengouws Plateau en naar het westen het Henegouws Plateau.